# Canción melódica
La canción melódica es un género regional del pop tradicional en el que abunda una gran presencia de orquestación y es interpretado habitualmente por cantantes solistas de destacadas cualidades vocales. Predominan en él las baladas románticas, aunque también puede tener influencias de otros estilos. Sus letras hacen casi siempre referencia a temas románticos y/o sentimentales.
El término se aplica fundamentalmente a artistas del ámbito hispano, pero musicalmente tiene equivalentes en otros idiomas, como serían la chanson francesa, el pop tradicional y el soft adult contemporary anglosajones, o la canción napolitana.

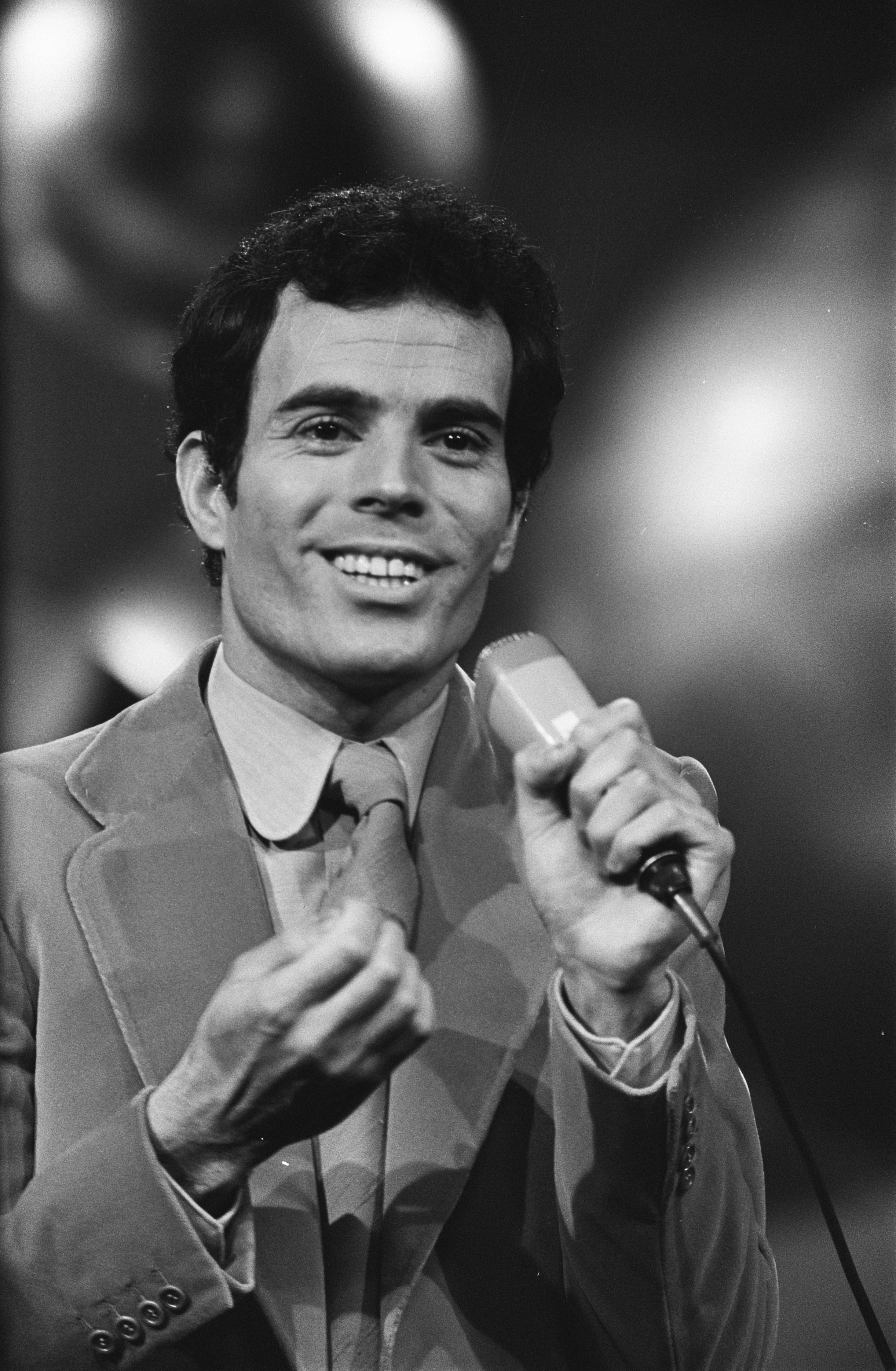
Julio Iglesias en el Festival de la Canción de Eurovisión 1970, en Ámsterdam (Países Bajos).

## Orígenes
La canción melódica surgió como estilo musical en la primera mitad del siglo XX.
Sus primeras influencias fueron el bolero, la copla andaluza y el cuplé. En comparación con estos géneros, la canción melódica ponía más énfasis en el estribillo y fue eliminando progresivamente los elementos más folklóricos de sus influencias, sustituyéndolos por orquestas, o incluso, más adelante, instrumentaciones pop.
Posteriormente la canción melódica evolucionó bajo la influencia de la chanson francesa y de la música romántica italiana, en particular al influjo del Festival de la Canción de San Remo, que se celebró por primera vez en 1951. También fue relevante la influencia de la música de los cantantes crooners estadounidenses. En los años cincuenta, artistas como Gloria Lasso, Elder Barber, Monna Bell y José Guardiola se convirtieron en algunas de las primeras estrellas de la canción melódica. 

## Época dorada: años sesenta y setenta
En los años 1960 y 1970 la canción melódica se convirtió, probablemente, en el estilo de música más popular, cantado en castellano.
En estos años el estilo se consolidó con la aparición de grandes estrellas como Raphael (1943-), Julio Iglesias (1943-), Camilo Sesto (1946-2019),Tormenta  (1952-), Massiel (1947-), Nino Bravo (1944-1973), Rocío Dúrcal (1944-2006), Mari Trini (1947-2009) o el argentino Sandro (1945-2010).
También ayudaron a la consolidación del estilo el Festival Internacional de la Canción de Benidorm (iniciado en 1959) y el Festival OTI de la Canción (iniciado en 1972).
En su época de mayor popularidad, la canción melódica era generalmente un tipo de balada romántica acompañada de arreglos tradicionales y ligeros, frecuentemente interpretados por una orquesta. Posteriormente, en los años setenta, también obtuvieron gran éxito artistas como Pablo Abraira, Mocedades, José Vélez (1951-), Dyango (1940-), Manolo Otero (1942-2011), Paloma San Basilio (1950-) o José Luis Perales (1945-).

## Años ochenta
A lo largo de los años ochenta, las nuevas generaciones fueron perdiendo interés por el estilo de la canción melódica, que pasó a considerarse como algo pasado de moda o desfasado, en comparación con los nuevos estilos musicales del momento. Aun así artistas como Julio Iglesias (1943-), Raphael (1943-) o Francisco (1959-), siguieron cosechando éxitos, aunque entre un público cada vez más adulto.

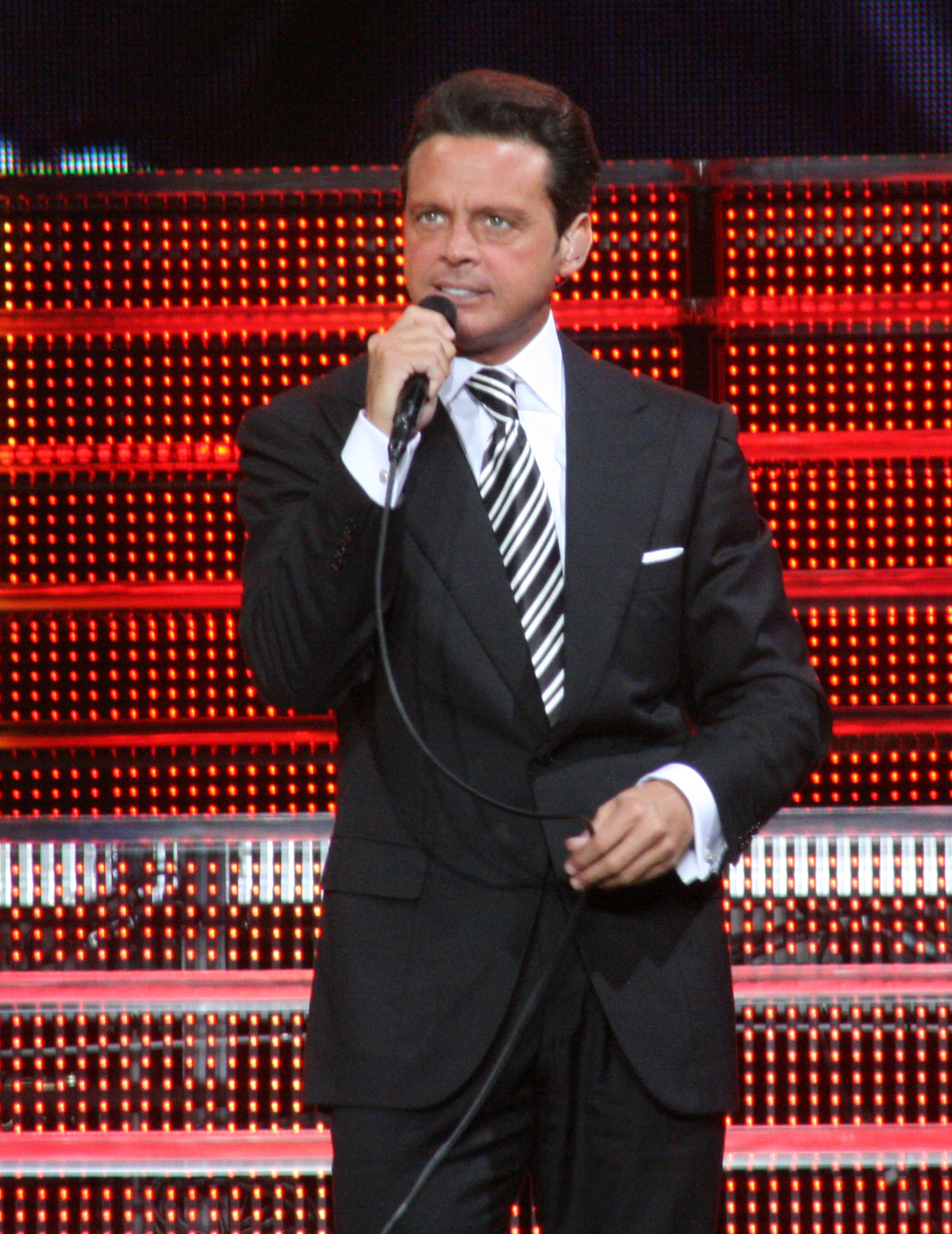
Luis Miguel en el Auditorio Nacional (año 2009), México.

La canción melódica siguió siendo popular en Latinoamérica, con artistas como Leonardo Favio (1938-2012), José Luis «El Puma» Rodríguez (1943-), Sandro (1945-2010), José José (1948-2019), Juan Gabriel (1950-2016), Emmanuel (1955-) y, posteriormente, María Martha Serra Lima (1944-2017), Valeria Lynch (1952-),Tormenta  (1952-), Pimpinela (1955 y 1961) o Luis Miguel (1970-), entre otros.
Otros artistas como Facundo Cabral (1937-2011), Joan Manuel Serrat (1943-), José Feliciano (1945-), Víctor Manuel (1947-) o Ana Belén (1951-), si bien no son considerados exponentes típicos de la canción melódica, han incursionado en ésta frecuentemente. Por otra parte, artistas de la copla andaluza como Rocío Jurado (1946-2006) e Isabel Pantoja (1956-) incorporaron cada vez más influencias de la canción melódica en su repertorio.

## Años noventa
En los años noventa, la canción melódica recuperó cierta popularidad, si bien el estilo evolucionó hacia influencias más pop, como en el caso de Luz Casal (1958-), Sergio Dalma (1964-), Alejandro Sanz (1968-), Luis Miguel (1970-) y, posteriormente, Álex Ubago (1981-) o Tamara (1984-). Durante la década del noventa, la música romántica se basó en la fusión de sonidos pop y la ebullición de este en su versión latina. Además adoptó un sonido más moderno y refinado, muchas veces basado en lo digital. Desde finales de los ochenta, el surgimiento de nuevas estrellas juveniles pop como Luis Miguel, el grupo Menudo y Pablo Ruiz, fue corriendo el eje de la música latina a un sector más pop, con la evolución de estos artistas, sobre todo del astro mexicano Luis Miguel. Se fue gestando como género propio con una identidad marcada, lo que hoy se conoce como pop latino, que tuvo como momento de mayor expansión la famosa "explosión latina", en la cual se globalizó el éxito de los cantantes hispanos a través del crossover al mercado anglosajón teniendo como primer exponente al puertorriqueño Ricky Martin. Sin embargo, esto se daría casi una década después de la formación de este nuevo sonido que se repetiría en varios artistas. 
El lanzamiento del álbum Busca una mujer de Luis Miguel, fue todo un hito comercial y social, ya que se trató de la transición de adolescente a adulto de "el sol de México", evidenciándose en la canción "La incondicional", la cuál no solo fue número uno en todo el continente sino que también definiría el estilo maduro y nostálgico que Luis Miguel cultivó a lo largo de toda su carrera. Además el videoclip de esta canción mostraba a un Luis Miguel con el pelo corto marcando de manera simbólica el final de su adolescencia caracterizada por una larga y alocada melena. Luis Miguel, además, no solo impuso un perfil y un look determinado, sino que paulatinamente cambió la forma de cantar la música en español, llevándola a un lugar de mayor refinamiento y virtuosismo, así como también un fraseo más suave, alejado de los grandes cantores de antaño.
Esta evolución musical fue acuñada en el marco del crecimiento del pop como género dominante en Latinoamérica. La música romántica, salvo en artistas de trayectoria mayor como Julio Iglesias o José Luis Rodríguez, se vio relegada a ser la variante suave dentro de los discos pop de la época, siendo intercalada con la música pop más eléctrica dentro de los repertorios de los cantantes dominantes en la escena latina. Aun así logró tener mayor protagonismo gracias al enorme éxito de artistas como Ricardo Montaner, Alejandro Fernández o Ricardo Arjona, los cuales dedicaron la mayoría de su repertorio a la canción melódica más tradicional. 
También los noventa marcaron el resurgimiento del bolero, de la mano del disco "Romance" de Luis Miguel, el cuál se convirtió en el disco en español más vendido de todos los tiempos, acercando al bolero a las generaciones más jóvenes y a la vez rejuveneciéndolo. Durante mediados de los noventa tomaron vuelo artistas que supieron poner en los más alto de las listas de popularidad canciones románticas, tales como los ya citados Arjona y Montaner, sumados a galanes como Ricky Martin, Enrique Iglesias, Cristian Castro o Chayanne. Hizo también su incursión al castellano la estrella italiana Eros Ramazzotti. Por el lado de las mujeres, la incursión a la música cantada en español por parte de la cubana Gloria Estefan le dio al género una mayor difusión y vuelo internacional. También se volcó a la música la mundialmente famosa Thalia, reconocida en su momento por sus telenovelas. Marta Sánchez abandono el grupo Olé Olé y se volcó a la canción melódica. Esta ola melódica gozó de un mayor prestigio respecto de las anteriores, evidenciándose esto en los premios musicales de la época, que galardonaron en mayor medida a los cantantes de corte romántico. Esta nueva ola romántica estuvo contenida bajo el marco de expansión del pop latino, el cual tuvo en esta década características comunes tanto musicales como estéticas, siendo los intérpretes de esta música cantantes más jóvenes, los cuales poseían dotes físicos muy agraciados, con cuerpos y caras de corte "hegemónico" a diferencia de intérpretes más heterogéneos de décadas anteriores.
Sin embargo en los años 90 la balada romántica se vio eclipsada y coartada en su desarrollo futuro por la explosión global del pop latino de finales de los 90 y principios de los 2000. Está explosión, comandada por el éxito global de Ricky Martin de la mano de la canción Livin' la vida loca, puso al pop como producto latino de mayor exportación e incitó a varios artistas al crossover, siendo los más destacados el ya nombrado Ricky Martin, el español Enrique Iglesias (único en conseguir 2 números 1 en Billboard hot 100) y la colombiana Shakira, la cual consolidó una exitosa carrera de escala global como ningún otro latino post explosión. Por su parte, Chayanne protagonizó la película de Hollywood Baila conmigo. La  cantante norteamericana de raíces latinas Jennifer López obtuvo un enorme éxito mundial como cantante, haciendo un pasaje al español posteriormente. De manera inversa, durante la explosión latina, la cantante Christina Aguilera se dio el gusto de grabar en español, explotando así sus posibilidades comerciales en Latinoamérica. Está globalización del pop dejó en un segundo lado a la música romántica, que quedó relegada a unos pocos artistas, perdiendo así también su labor complementaria del pop.

## Años 2000 y actualidad
Aunque actualmente son pocos los artistas especializados exclusivamente en la canción melódica, su influencia sigue siendo importante en la balada romántica, y la música más ligera cantada en castellano. El crossover al mercado anglosajón dejó acéfalo al mercado latino de sus máximas figuras. Exceptuando a Luis Miguel, todos los cantantes de escala global estaban grabando en inglés, lo que abrió posibilidades de expansión para otros artistas.
Quienes mayor provecho sacaron de este momento fueron los colombianos Juanes y Carlos Vives, el argentino Diego Torres y la mexicana Paulina Rubio. El mercado latino volvió a sus raíces a principios de los 2000, estando marcado por la fusión de ritmos tropicales, como el vallenato de la mano de Carlos Vives o la amplia fusión de ritmos latinos evidenciada en el disco superventas de Diego Torres "Un mundo diferente". La canción en español se volvió más terrenal y se alejó del pop tradicional que tenía su ebullición en el mercado anglosajón dejando aun más relegada a la balada. Muestra de esto son los cambios de estilo de varios artistas muy identificados con la música romántica. Luis Miguel lanzó discos de música regional mexicana y villancicos, Cristian Castro orientó su música al pop de la mano de canciones como "Azul" o Lloviendo estrellas" y Pimpinela adquirió un carácter más alegre al igual que Ricardo Montaner.
Los surgimientos de nuevos ritmos más regionales como el Axé brasileño le dieron un vuelco aún más festivo a la música latina. A su vez, el contexto adverso en la región a nivel político y social, que derivó en varias crisis a lo largo del continente, inspiró a los artistas a involucrarse socialmente a través de su música, siendo prueba de esto canciones como "A dios le pido" de Juanes y "Color esperanza" de Diego Torres, que se convirtió en un himno en toda Latinoamérica, el cuál sigue siendo popular hasta hoy. Todas estas aristas dejaron a la música romántica en un plano muy alejado del candelero mediático.
Solamente lograron establecerse de manera aislada éxitos solitarios como el "one hit wonder" de Son by four "A puro dolor". La canción romántica reencontró la popularidad recién a mediados de los 2000  gracias a cantantes jóvenes como los españoles David Bisbal y Alex Ubago, el argentino Axel, el puertorriqueño Luis Fonsi y el dúo méxico-argentino "Sin bandera", además de agrupaciones populares como Reik, Rio Roma o Camila. Esta nueva generación de música romántica tamizaba el pop y la balada lenta, orientándola a un público juvenil, generando durante un lustro una alta fidelidad del público.
Con el correr de los años el furor de los cantantes latinos en Estados Unidos disminuyó provocando la vuelta de estos al español. Sin embargo, la vuelta al idioma nativo de estos cantantes no fue sinónimo de furor por la balada romántica, ya que el mercado latino se vio revolucionado por la llegada de la música urbana de la mano del reguetón. Este nuevo perfil no solo terminó de extinguir a nivel masivo a la música romántica, sino que también recluyó al pop a un mercado más chico. Esta nueva ola urbana provocó la incursión de muchos artistas crossover hacia el reguetón. Enrique Iglesias, que había mantenido una gran popularidad en el mercado anglosajón a base de canciones pop/dance, fue un precursor en la incursión al generó urbano, consiguiendo de esta manera éxitos globales como "Bailando". Los otros crossovers principales, Shakira y Ricky Martin, también se lanzaron al género urbano con excepcional éxito. Luis Fonsi, representante más prolífico de la nueva ola de la música romántica, hizo su incursión al género urbano de la mano del mega éxito mundial "Despacito" en colaboración con Daddy Yankee.
La globalización musical que empezó con el Pop Latino de los 90, culmina en la actualidad con un mercado latino abierto al mundo, con una enorme proyección global, y totalmente orientado a la música pop/urbana teniendo lo alegre y bailable como mayor característica. Esta nueva orientación dejó prácticamente acéfala de representantes a la música romántica, siendo Luis Miguel luego de décadas de su debut artístico, el mayor exponente de la balada y el pop latino tradicional (cabe destacar de Luis Miguel que había tenido un declive en su popularidad durante la década del 2010, declive que fue erradicado gracias a su biopic de Netflix "Luis Miguel, la serie").
Hoy por hoy la canción romántica ha quedado relegada al factor nostálgico, teniendo como exponentes más jóvenes a cantantes como David Bustamante, Pablo Alborán o Luciano Pereyra, sin tener ninguno de ellos la masividad que necesitaría el generó para poder resurgir.

## Compositores
La mayor parte del repertorio de los grandes intérpretes de canción melódica no ha sido compuesto por ellos mismos, sino por autores que habitualmente han permanecido en la sombra.
Entre los artífices de muchas de las canciones más conocidas cabe mencionar las figuras de Manuel Alejandro, Augusto Algueró, Rafael Pérez Botija, Juan Carlos Calderón o el dúo de José Luis Armenteros con Pablo Herrero. A ellos se suman algunos autores que paralelamente han hecho carrera también como cantantes de éxito, como son José Luis Perales, Roberto Carlos, Pablo Milanés o Juan Pardo.

## Exponentes
Son ejemplos típicos de este estilo musical:
- «Como una ola», de Rocío Jurado.
- «Hey», de Julio Iglesias.
- «Y te vas», de José Luis Perales.
- «Tómame o déjame», de Mocedades.
- «Melina», de Camilo Sesto.
- «Te quiero, te quise y te querré», de Manolo Galván.
- «Libre», de Nino Bravo.
- «Fuiste mía un verano», de Leonardo Favio.
- «Soy rebelde», de Jeanette.
- «Cuando me acaricias», de Mari Trini.
- «Otro ocupa mi lugar», de Miguel Gallardo.
- «Soledad», de Emilio José[6]
- «El triste», de José José.